# Ахмед Феріт Тек
Ахмед Феріт-Бей Тек (тур. Ahmet Ferit Tek, * 7 березня 1878, Бурса, Османська імперія — 25 листопада 1971, Стамбул, Туреччина) — турецький державний діяч, політик і дипломат. Генеральний консул Османської імперії в Києві (Українська Держава) (1918). Міністр внутрішніх справ Туреччини (1923—1924).

## Життєпис
Народився 7 березня 1878 року, Бурса, Османська імперія. У 1894 році закінчив у Стамбулі військове училище (Kuleli), а 1896 році Військову академію. У 1897 році закінчив курс при Генеральному штабі. Володів французькою та англійською мовами.
У 1897 році був прихильником конституційної монархії (младотурків) серед учнів, тому його заарештували, оскільки він намагався приховати свого однокласника і друга Юсуф Акчура. Утримувався впродовж 102 днів в кам'яних казармах (Taskisla). 8 вересня 1897 року Ахмеда Феріта та інших було відправлено на поромі до Триполі у вигнання, де вони повинні були служити в рік у в'язниці. У 1897 році Ахмед Феріт був амністований і його військове звання було повернуто. Потім працював в Генеральному штабі Трипільського відділу. За цей час Ахмед Феріт познайомився зі своєю майбутньою дружиною. Разом з Юсуфом Акчуром у 1900 році втік на човні до Тунісу, а звідти до Парижу. У Парижі брав участь у політичному житті у вигнанні інших младотурків і одночасно відвідував Вищу школу політичних наук, яку він закінчив 29 червня 1903 року. Під час навчання в Парижі, він взяв участь у першому з'їзді младотурків, яке відбулося 4 лютого 1902 року.
Оскільки не міг повернутися в Туреччину, то оселився в Єгипті і писав в Каїрі для турецької газети. Як тільки було оголошено Османську конституцію, він зміг повернутися до Стамбулу. Отримав свою першу викладацьку посаду як професор в Університеті адміністративних наук, де викладав предмет політичної історії XVIII століття.
Після того, як депутат турецького парламенту, Сафет-паші, подав у відставку, Ахмед Феріт був обраний в провінції Кютаг'я в парламент 18 листопада 1909 року. Після того, як він піддав критиці Республіканську партію, Ахмед Феріт був виключений з партії. На парламентських виборах 1912 року він не був переобраний.
Під час Балканських воєн Ахмет був капітаном де працював у Генеральному штабі у районі Чаталджа в Стамбулі, під час підписання Лондонського мирного договору (1913). Після війни знову працював у партійній газеті. Газета була закрита у зв'язку з повідомленням про вбивство Махмуд Шевкет-паші 13 червня 1913 року.

## Політична діяльність
З 10 серпня 1918 року — Генеральний консул Османської імперії в Києві. Для потреб консульства було відведено три кімнати в київському готелі Гладинюка, що розташовувався на розі вулиць Фундукліївської (нині Богдана Хмельницького) та Єлізаветинської (нині Євгена Чикаленка).
Через рік, Україна була захоплена більшовиками, він повернувся в Стамбул.
Протягом короткого періоду був міністром інфраструктури в кабінеті Дамат Мехмед Ферід-паша. Став одним із засновників Національної турецької партії. Він був обраний від провінції Кютаг'я до Османського парламенту від 12 січня 1920 року. Після того, як парламент був розпущений союзною окупаційною владою, Ахмет Феріт вирушив до Туреччини, щоб приєднатися до національного опору під керівництвом Мустафа Кемаль Ататюрка.
30 травня 1920 року Ахмед Тек був членом парламенту в Анкарі. З 17 липня 1920 року по 19 травня 1921 рік— заступник міністра фінансів Туреччини. З 16 травня 1921 року був міністром фінансів, але пробув в результаті суперечок в ході бюджетних переговорів не довго на цій посаді і подав у відставку з іншими міністрами 26 листопада 1921 року. Був обраний представляти Раду міністрів у Парижі. Тек брав участь як дипломат у мирних переговорах у Лозанні.
З 30 жовтня 1923 року по 21 травня 1924 рік — Міністр внутрішніх справ Туреччини.
З 6 травня 1925 року — Надзвичайний і Повноважний Посол Турецької Республіки в Лондоні. Він залишався протягом семи років на цій посаді, поки у 1932 році був призначений послом до Варшави, де очолював посольство до грудня 1939 року. У 1934 році прийняв, після введення прізвищ в Туреччині, прізвище Тек. У 1939 році працював в Міністерстві закордонних справ в Анкарі. 5 грудня 1939 року призначений послом Туреччини в Токіо. У 1943 році його відправили у відставку.

## Нагороди та відзнаки
- Орден Білого Орла (Польський орден)
- Medal of Independence (Turkey)